# 円福寺 (市川市)
円福寺（えんぷくじ）は、千葉県市川市田尻にある日蓮宗の寺院。山号は成徳山。旧本山は中山法華経寺。親師法縁。

## 由緒
慶長15年（1610年）創建、開山は成徳院日圓、開基は日真。天保7年（1836年）には徳川家斉（江戸幕府11代）から宝塔と木造祖師像を賜る。

## 所在地
- 市川市田尻4-12-17

## 交通
東京メトロ東西線原木中山駅より徒歩10分。

## 参考資料
- 日蓮宗寺院大鑑編集委員会『宗祖第七百遠忌記念出版 日蓮宗寺院大鑑』大本山池上本門寺 (1981年)